# جون نيفيل (سياسي)
جون نيفيل (بالإنجليزية: John Neville)‏ هو سياسي أمريكي، ولد في 27 يوليو 1731 في فرجينيا في الولايات المتحدة، وتوفي في 29 يوليو 1803 في الولايات المتحدة.